# 库图比亚清真寺
库图比亚清真寺（阿拉伯语： 阿拉伯語發音：[jaːmiʕu‿lkutubijːa(h)]，意为“书商清真寺”）是摩洛哥马拉喀什规模最大的清真寺，位于马拉喀什城区西南，杰马夫纳广场附近，周边建有大型园林。
清真寺始建于1147年，处在穆瓦希德王朝阿卜杜勒·慕敏统治时期。阿卜杜勒·穆敏在1158年重建了全新的清真寺，其宣礼塔在1195年前后完工，屹立至今。库图比亚清真寺被视为穆瓦希德建筑和摩洛哥建筑的代表之作。其77米高的宣礼塔装饰有各种拱形图案，顶部有金属球和尖顶装饰，后来建成的塞维利亚吉拉达钟楼和拉巴特哈桑塔亦体现类似风格。库图比亚清真寺的宣礼塔也被视为马拉喀什的地标和象征。

## 图集

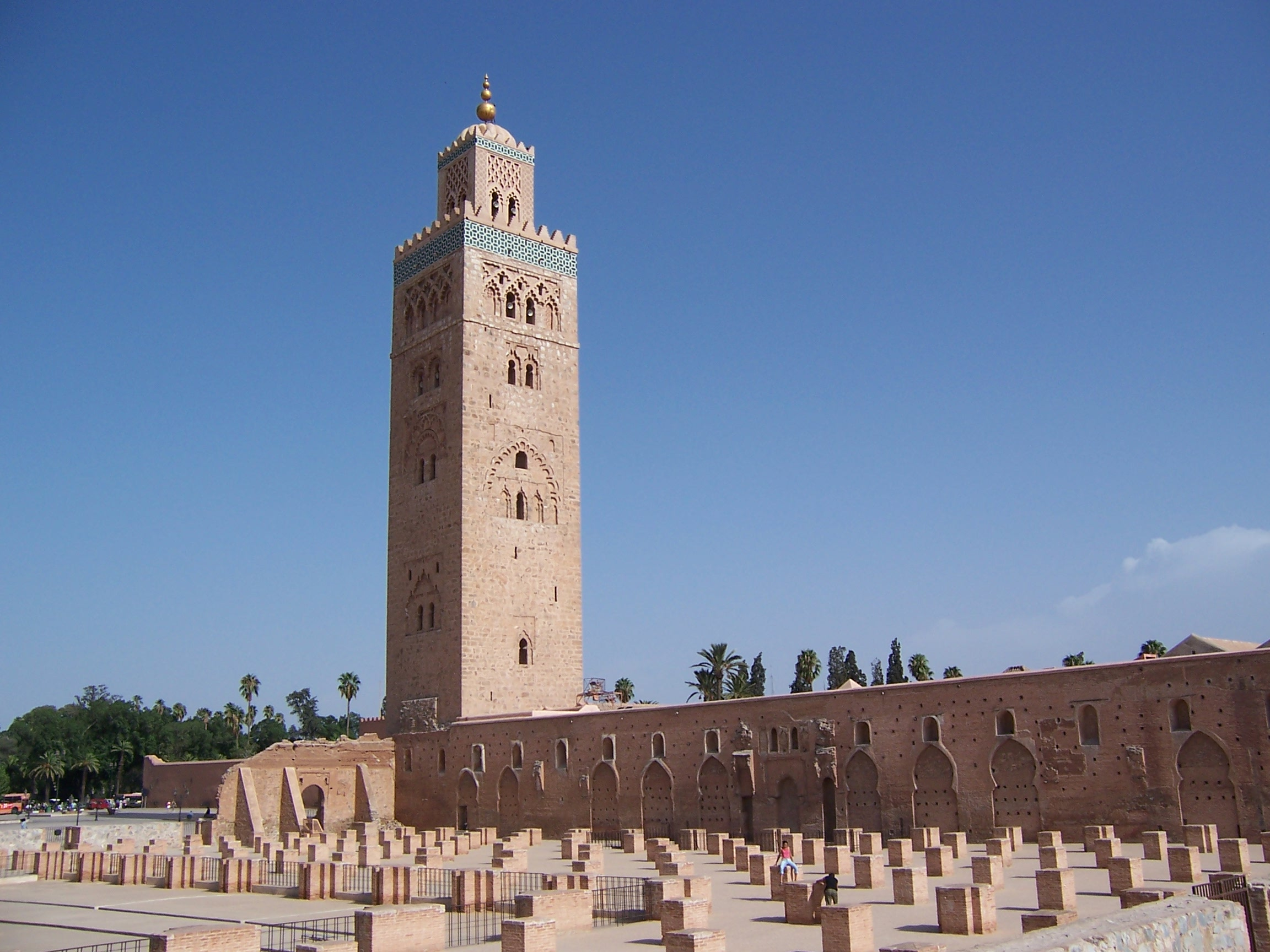
库图比亚清真寺
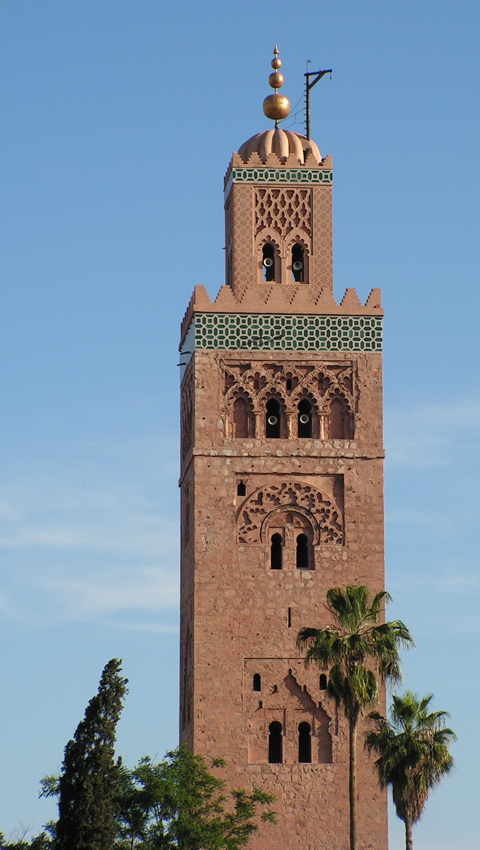
宣礼塔
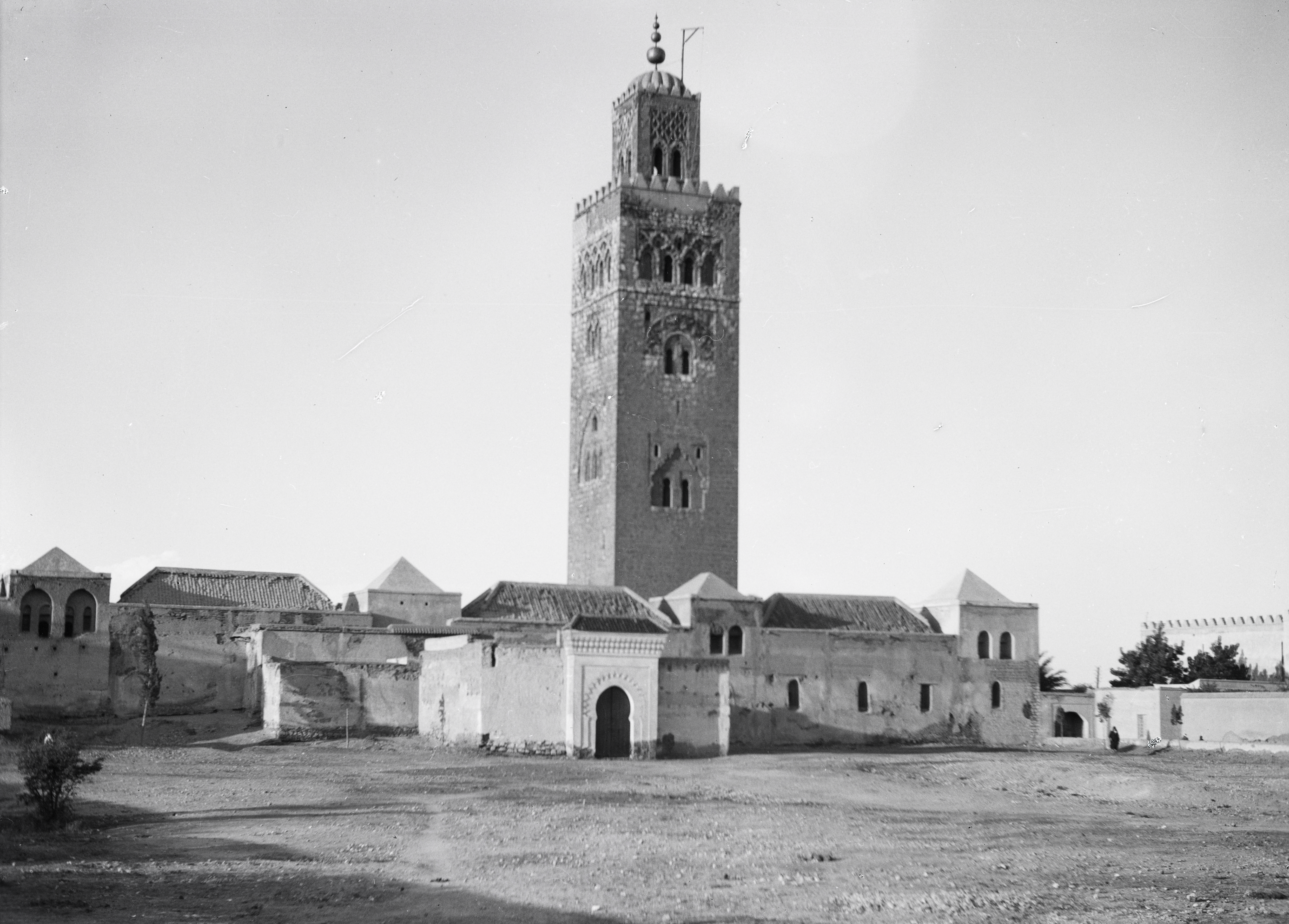
摄于约1930年至1931年
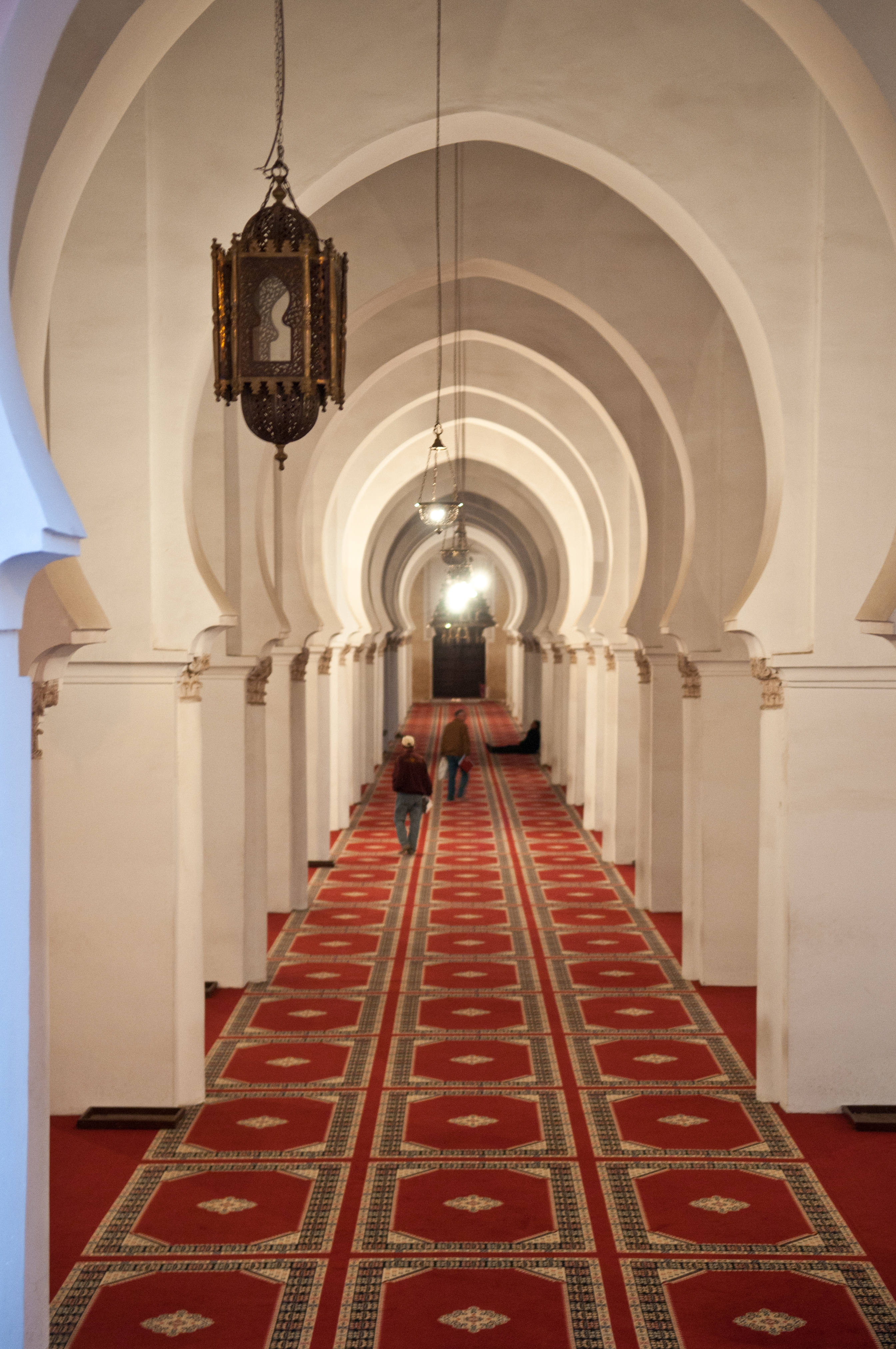
内部走廊
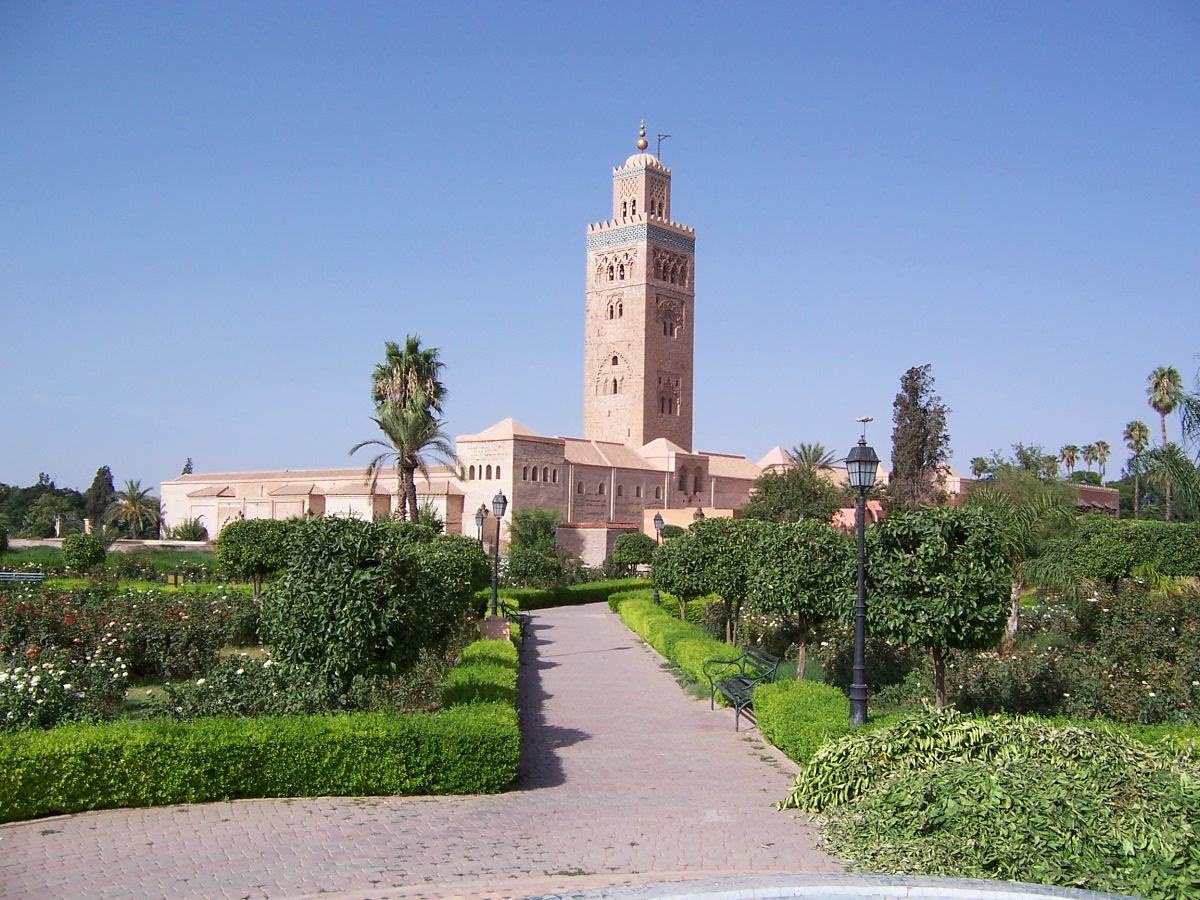
周边的园林
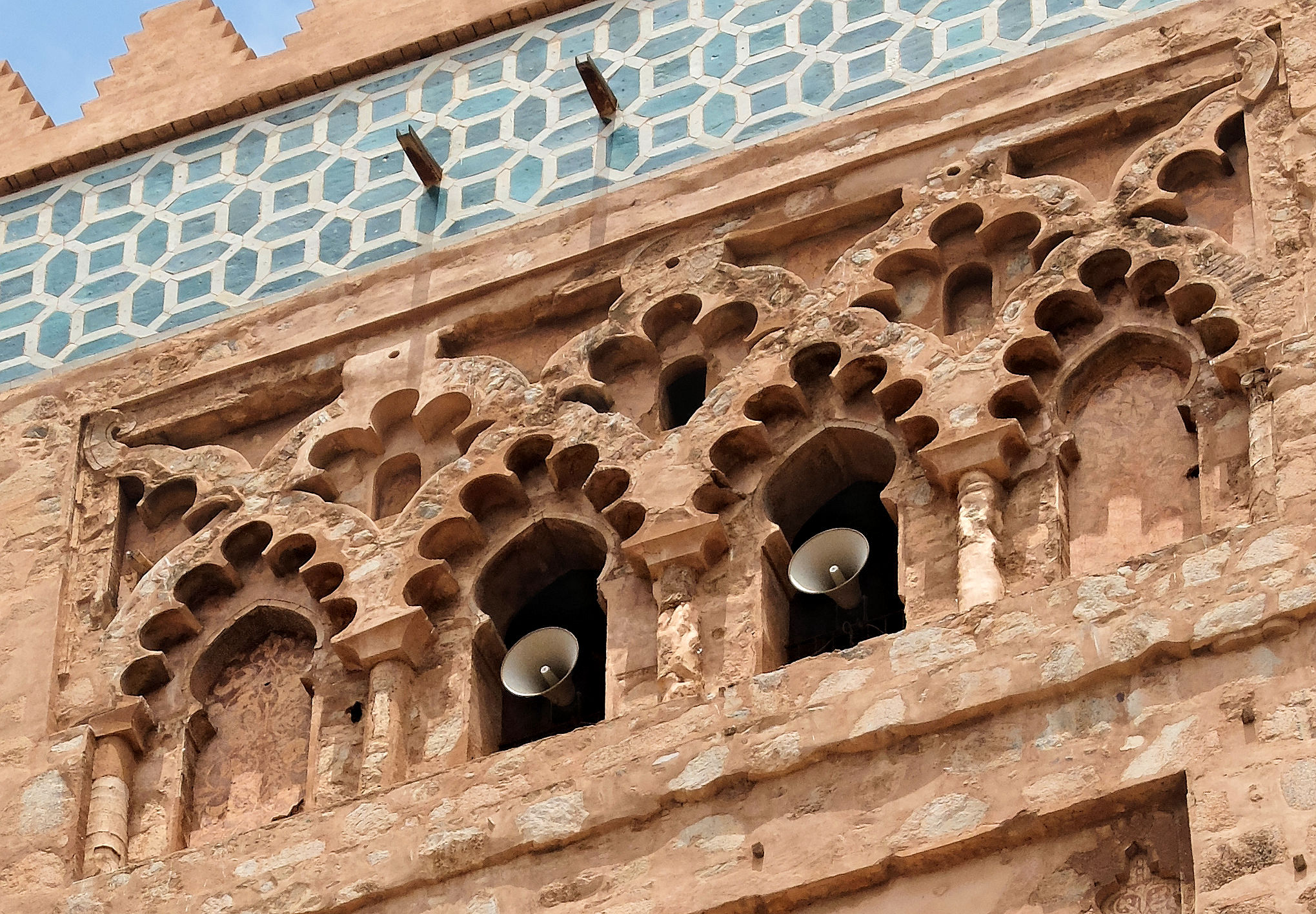
宣礼塔上的拱形装饰细部